# Rosita Copioli
Rosita Copioli (Riccione, 1948) è una poetessa, scrittrice e traduttrice italiana.

## Biografia
Nata a Riccione nel 1948, vive a Rimini.
Traduttrice e studiosa di William Butler Yeats, ha scritto saggi riguardanti Rimini e opere di narrativa, ma è in campo poetico che si è distinta maggiormente fin dal suo esordio nel 1979 con Splendida lumina solis (Premio Viareggio opera prima poesia).
Dal 1979 al 1989 ha fondato e diretto la rivista di poesia L'altro versante e attualmente collabora con il quotidiano Avvenire.
Con la raccolta di versi Il postino fedele si è aggiudicata nel 2009 sia il Premio Brancati, sia il Premio Letterario Camaiore.

## Opere

### Poesia
- Splendida lumina solis, Forlì, Forum/Quinta generazione, 1979
- Furore delle rose, Parma, Guanda, 1989 ISBN 88-7746-378-3
- Elena, Parma, Guanda, 1996 ISBN 88-7746-901-3
- Il postino fedele, Milano, Mondadori, 2008 ISBN 978-88-04-58100-0
- Animali e stelle, Azzate, Stampa, 2009 ISBN 978-88-8336-021-3
- Le acque della mente, Milano, Mondadori, 2016 ISBN 978-88-04-66784-1

### Prosa
- I giardini dei popoli sotto le onde, Parma, Guanda, 1991 ISBN 88-7746-526-3
- Il fuoco dell'Eden, Siracusa, Tema celeste, 1992 ISBN 88-7304-008-X
- Ildegarda oltre il tempo, Rimini, Raffaelli, 1998
- La previsione dei sogni, Milano, Medusa, 2002 ISBN 88-88130-24-1
- Il nostro sistema solare, Milano, Medusa, 2013 ISBN 978-88-7698-275-0

### Saggistica
- Villa des Vergers: Adolphe Noel des Vergers e il suo "casino delle delizie" a Rimini, Rimini, Guaraldi, 1993
- Per Tonino Guerra: Da "Nino" Campana a Tarkovskij, Villa Verucchio, P. G. Pazzini, 2017
- Le acque della magia. Matteo Maria Boiardo e L'inamoramento de Orlando, Pistoia, Metilene, 2024, ISBN 979-12-81-34824-0